# Ocnița
Ocnița est le chef-lieu du district d'Ocnița, une ville au nord de la république de Moldavie.

## Démographie
En 2024 Ocnița comptait 5187 habitants.